# Železniční trať Kralupy nad Vltavou – Kladno
Železniční trať Kralupy nad Vltavou – Kladno (v jízdním řádu pro cestující označená číslem 093) je jednokolejná trať (s výjimkou dvoukolejného úseku Kladno-Ostrovec – Kladno), část celostátní dráhy, spojující města Kralupy nad Vltavou a Kladno ve Středočeském kraji. V dolním úseku trať sleduje údolí Zákolanského potoka, od Zákolan po Brandýsek vystupuje po stráni údolí potoka Týneckého.

## Historie
U vzniku této dráhy stála především potřeba dopravy uhlí a železa z bouřlivě se rozvíjejících kladenských dolů a hutí. Spodek trati tak byl od počátku dokonce velkoryse budován pro dvoukolejný provoz. K položení druhé koleje však nakonec nikdy nedošlo a původní záměr už připomínají jen náspy a propustky dvojnásobné šíře. V roce 1855 byl nejprve zahájen zkušební provoz na Kladensku, v roce 1856 zahájen pravidelný provoz nákladní a později osobní dopravy až do Kralup. Původně byla trať na horním konci ukončena ve stanici Staré Kladno (u železáren pod městem, poblíž dnešní křižovatky ulic Průmyslová a Dubská). Odtud z druhé strany navazovaly koleje Kladensko-nučické dráhy, stoupající serpentinami přes Sítenské údolí do stanice Vejhybka (dnešní stanice Kladno). Zhruba současné podoby nabyla trať roku 1872, kdy byla trať z Kralup doplněna o spojku Kladno – Kladno-Dubí (tj. úsek přes Kladno-Ostrovec), která nahradila původní úsek přes Staré Kladno, ze kterého se stala vlečka.
Reliktem tohoto uspořádání je zbytek kolejového trojúhelníku v železniční stanici Kladno a uspořádání stanice Kladno-Dubí, kde se od Kralup směrem Kladno-Ostrovec projíždí odbočným směrem výhybek.
V roce 1964 se ve stanici Zákolany stala železniční nehoda, při které zemřelo 14 lidí.
V roce 1990 byl úsek Kladno – Staré Kladno zcela zrušen a trať snesena.

## Modernizace trati

### Úsek Kladno – Kladno-Ostrovec
Pro stavbu bylo v červnu 2022 vydáno stavební povolení a v září téhož roku byla podepsána smlouva se sdružením firem Eurovia, Strabag Rail a Elektrizace železnic. Na podzim 2022 byla stavba zahájena, dokončení bylo plánováno na konec roku 2024.
Úsek Kladno – Kladno-Ostrovec prošel v letech 2023-2024 rozsáhlou modernizací v rámci modernizace železnice Praha-Kladno s odbočkou na letiště Ruzyně, přičemž součástí stavby byla i přestavba stanice Kladno. Celý úsek byl postavený jako dvojkolejný. Ve stanici Kladno bylo zřízeno jedno vnější a dvě ostrovní nástupiště spojená podchodem, zastávka Kladno město byla přemístěna pod silniční most, z nějž byly zřízeny přístupy na nástupiště u obou kolejí, přímo na mostě budou v budoucnu umístěny zastávky autobusů, ve stanici Kladno-Ostrovec byly postaveny dvě vnější nástupiště u obou kolejí spojené podchodem. Podchod nově spojuje také nejbližší okolí (např. místní části Podprůhon a Ostrovec). Nástupiště v obou stanicích a na zastávce byly upraveny na výšku 550 mm nad temenem kolejnice. V rámci stavby bylo též několik železničních přejezdů nahrazeno podjezdy a v zastavěné oblasti byly instalovány protihlukové stěny. Trať je i po rekonstrukci vedena v původní stopě. Na počátku roku 2024 bylo kvůli špatnému stavu rozhodnuto o zbourání historické nádražní budovy ve stanici Kladno. Místo historické budovy bude později vybudována modernější a pro cestování pohodlnější budova. Hrubé dokončení a předání stavby proběhlo v srpnu 2024, ovšem vše bude dokončeno až později. V rámci modernizace bude později trať elektrizována střídavou trakční soustavu 25 kV/50 Hz.

### Prostá elektrizace
V letech 2027-2028 by na zbylém úseku měla proběhnout prostá elektrizace. Pouze v úseku Kladno-Ostrovec – Kladno-Dubí proběhne rekonstrukce kolejiště.

## Provoz

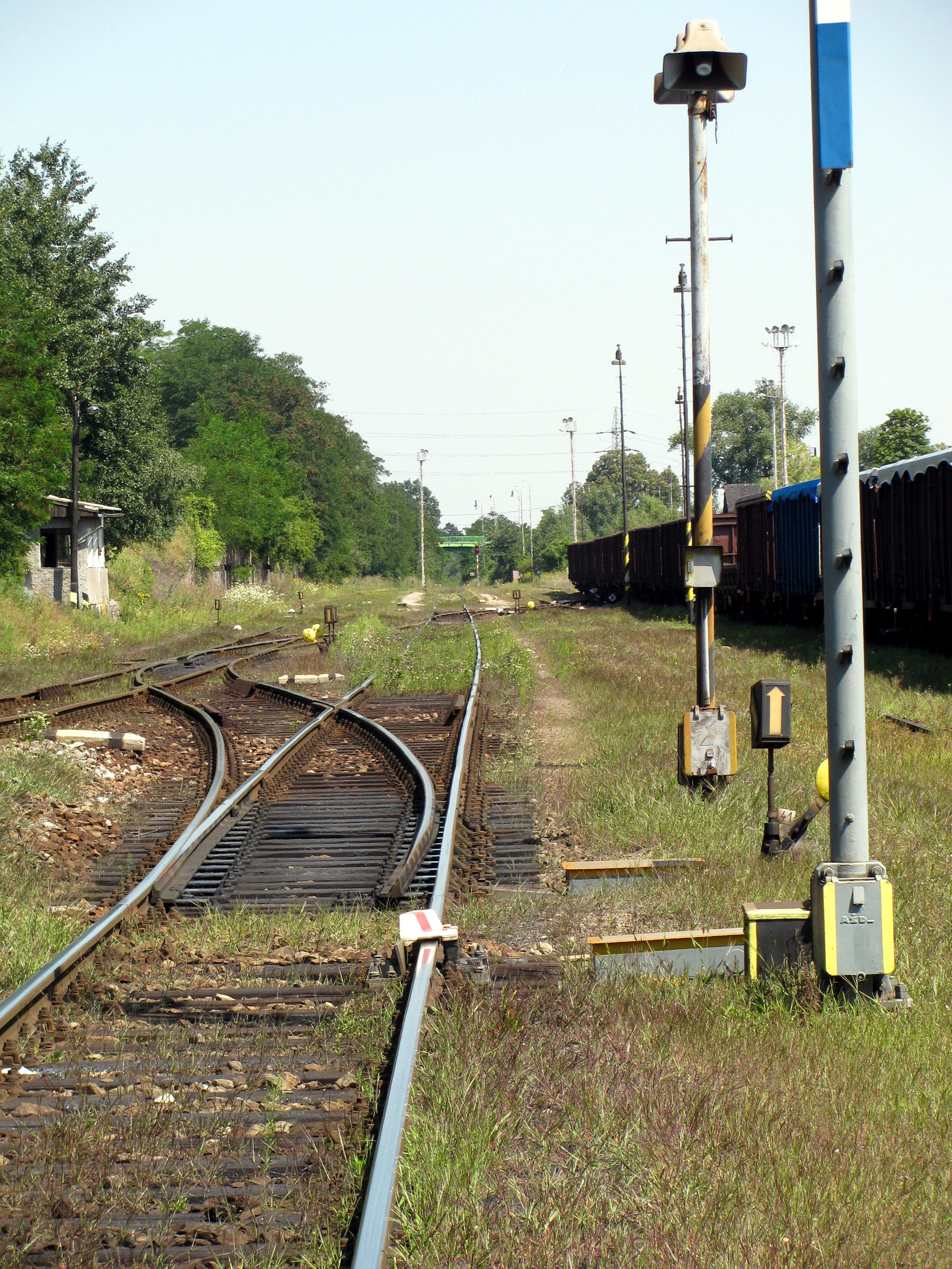
Žst. Kladno-Dubí, pohled po koleji vedoucí přímo od býv. Starého Kladna ke Kralupům. Nyní vlečka krytá výkolejkou, směrem Kladno-Ostrovec se odjíždí odbočkou (kolej vlevo).

Pravidelnou osobní dopravu na trati provozuje společnost České dráhy. Podle jízdního řádu 2024/2025 je v celé délce trati vedeno po 15-16 spojích kategorie Os každým směrem v pracovní dny, obvykle v hodinovém taktu, o víkendech po 10 spojích v taktu dvouhodinovém. Nasazeny jsou dvoudílné motorové jednotky řady 814 (Regionova). V horním úseku trati je dopravní obslužnost města Kladna posílena tak, že ze stanice Kladno-Ostrovec, resp. Kladno-Dubí jsou kromě vlaků výše uvedených vypravovány přímé spoje, většinou Os, některé Sp přes stanici Kladno na pražské Masarykovo nádraží. Tyto vlaky jsou v systému Esko označovány jako S5 (kategorie Os) nebo R45 (kategorie Sp). Téměř celá trať mimo stanici Brandýsek, které je v pásmu 4, se nachází v pásmu 3 Pražské integrované dopravy.
Z hlediska nákladní dopravy je významná stanice Kladno-Dubí, disponující rozsáhlým kolejištěm s odbočkami do staré průmyslové zóny města. Pravidelný nákladní provoz představují v úseku Kralupy nad Vltavou - Kladno-Dubí denně dva vlaky společnosti Advanced World Transport s hnědým uhlím ze severních Čech pro kladenskou elektrárnu.[zdroj?]

## Navazující tratě

### Kralupy nad Vltavou
- Trať 090 Vraňany – Hněvice – Roudnice nad Labem – Lovosice – Ústí nad Labem hl. n. – Děčín hl. n.
- Trať 092 Kralupy nad Vltavou – Neratovice
- Trať 110 Kralupy nad Vltavou – Kralupy nad Vltavou předměstí – Podlešín – Zlonice – Louny

### Kladno-Dubí
- Zrušená trať Zvoleněves – Kladno-Dubí (dochována pouze v úseku Vinařice – Kladno-Dubí)

### Kladno
- Trať 120 Praha-Bubny – Hostivice – Odbočka Jeneček St.3 – Kladno – Lužná u Rakovníka – Rakovník

## Fotogalerie

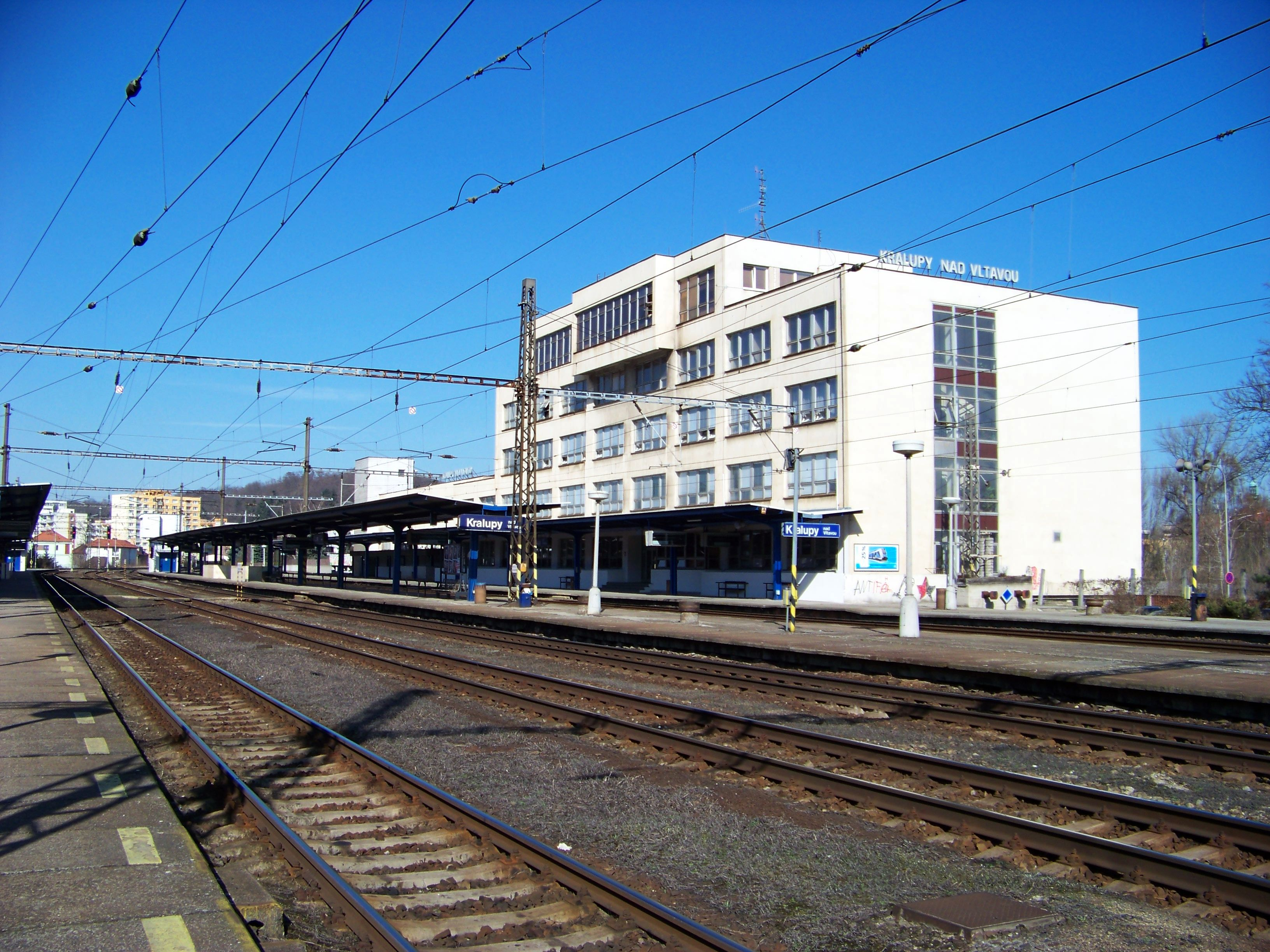
stanice Kralupy nad Vltavou
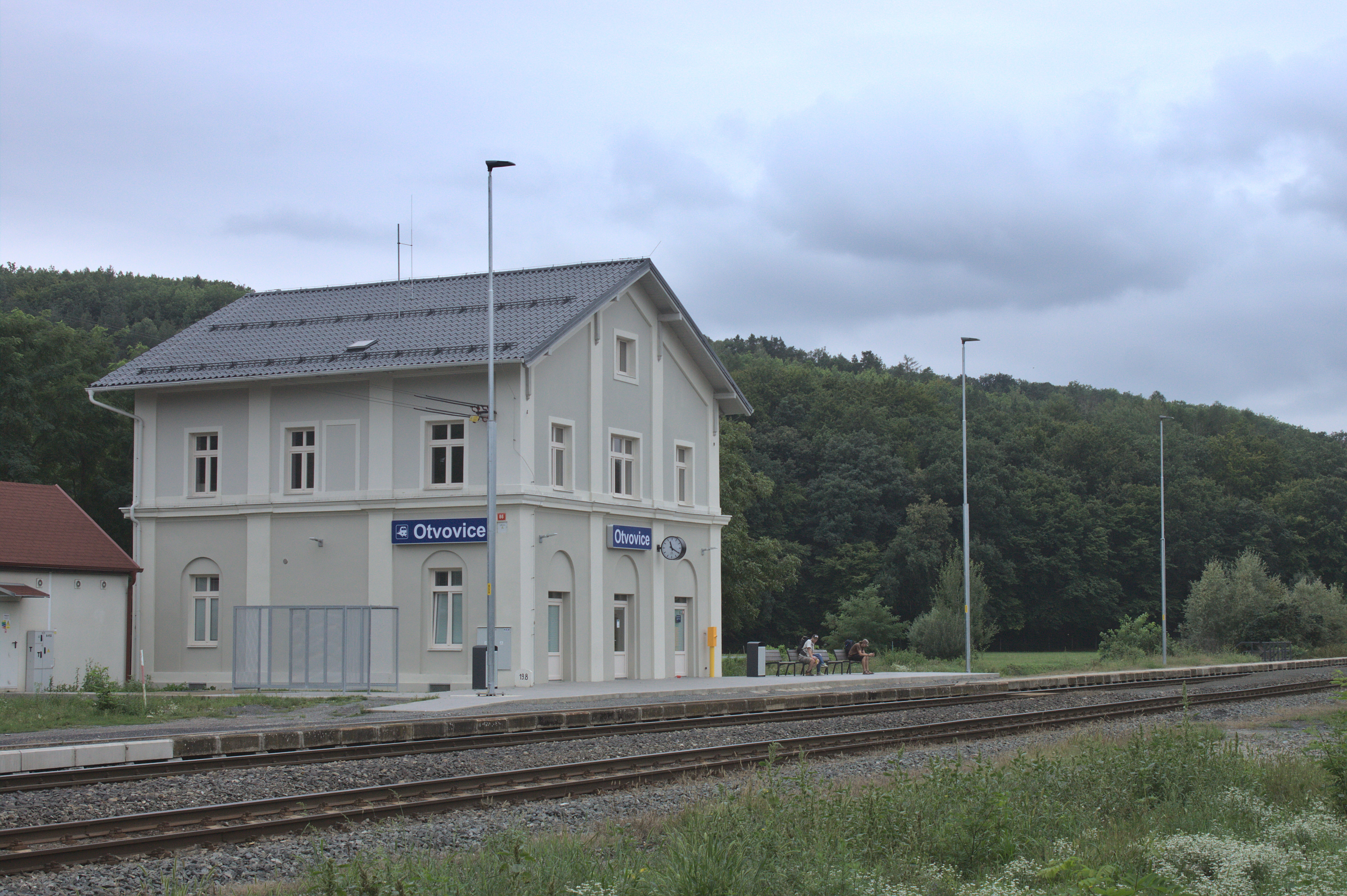
stanice Otvovice
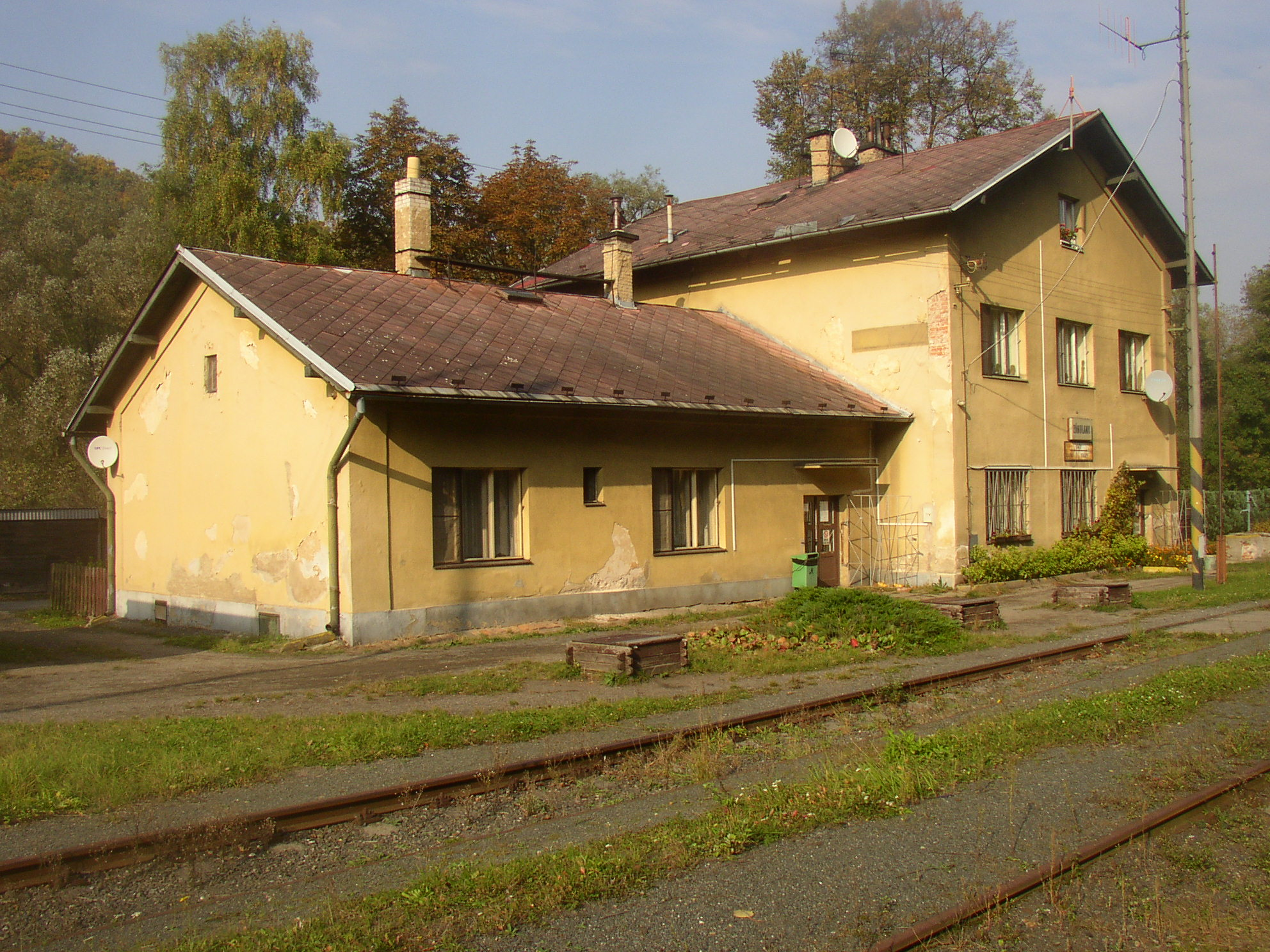
zastávka Zákolany
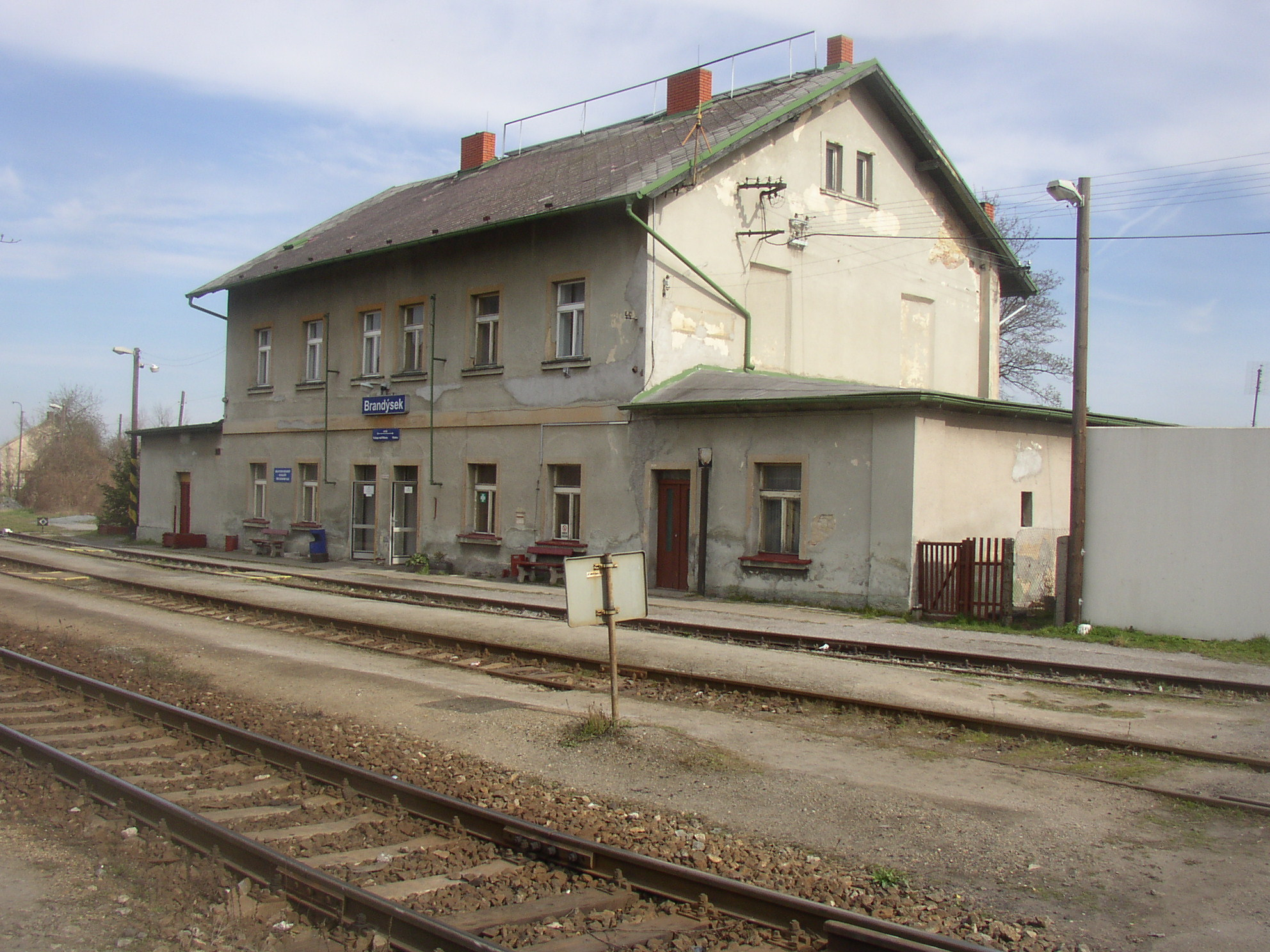
stanice Brandýsek
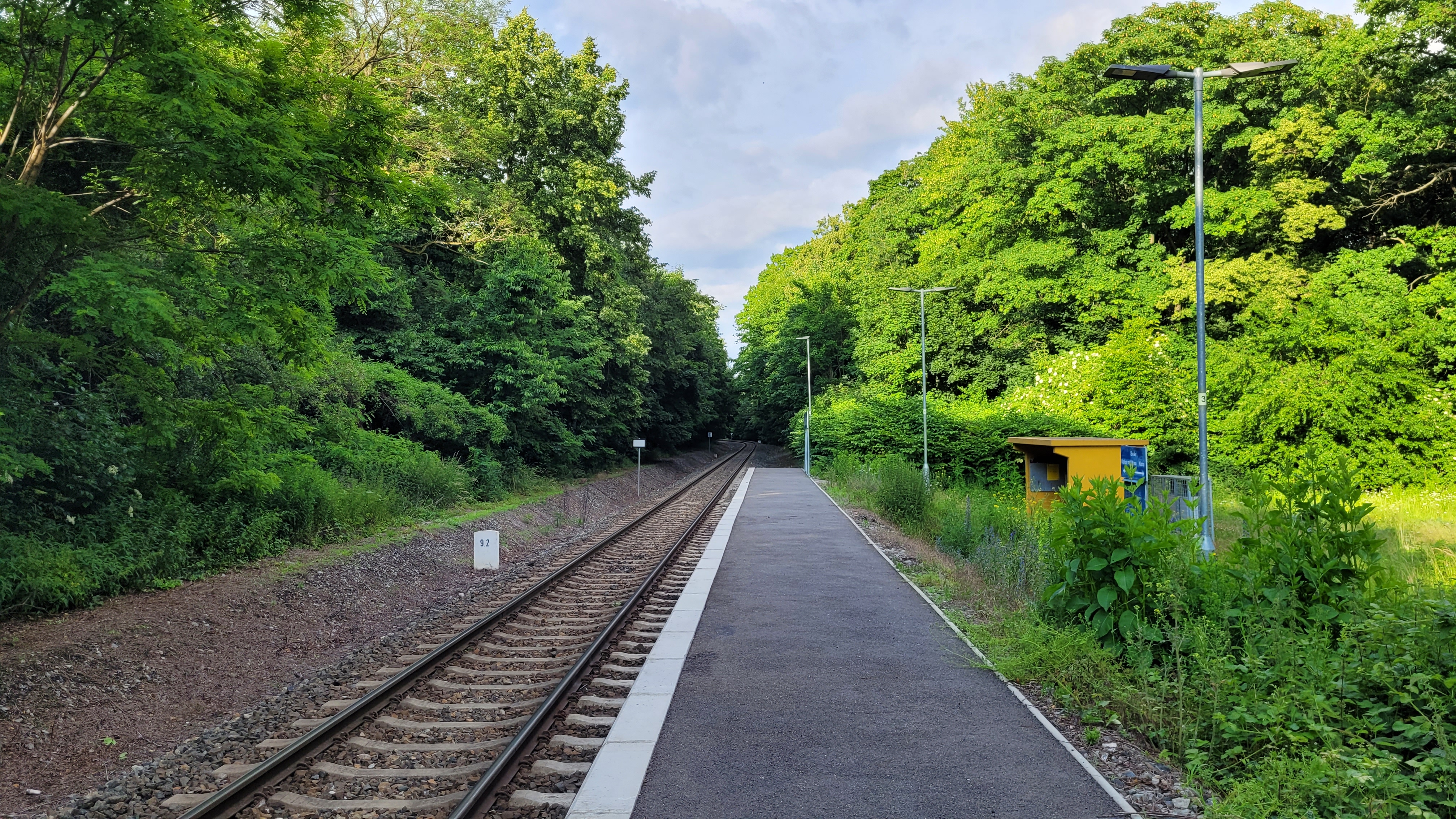
zastávka Kladno-Vrapice
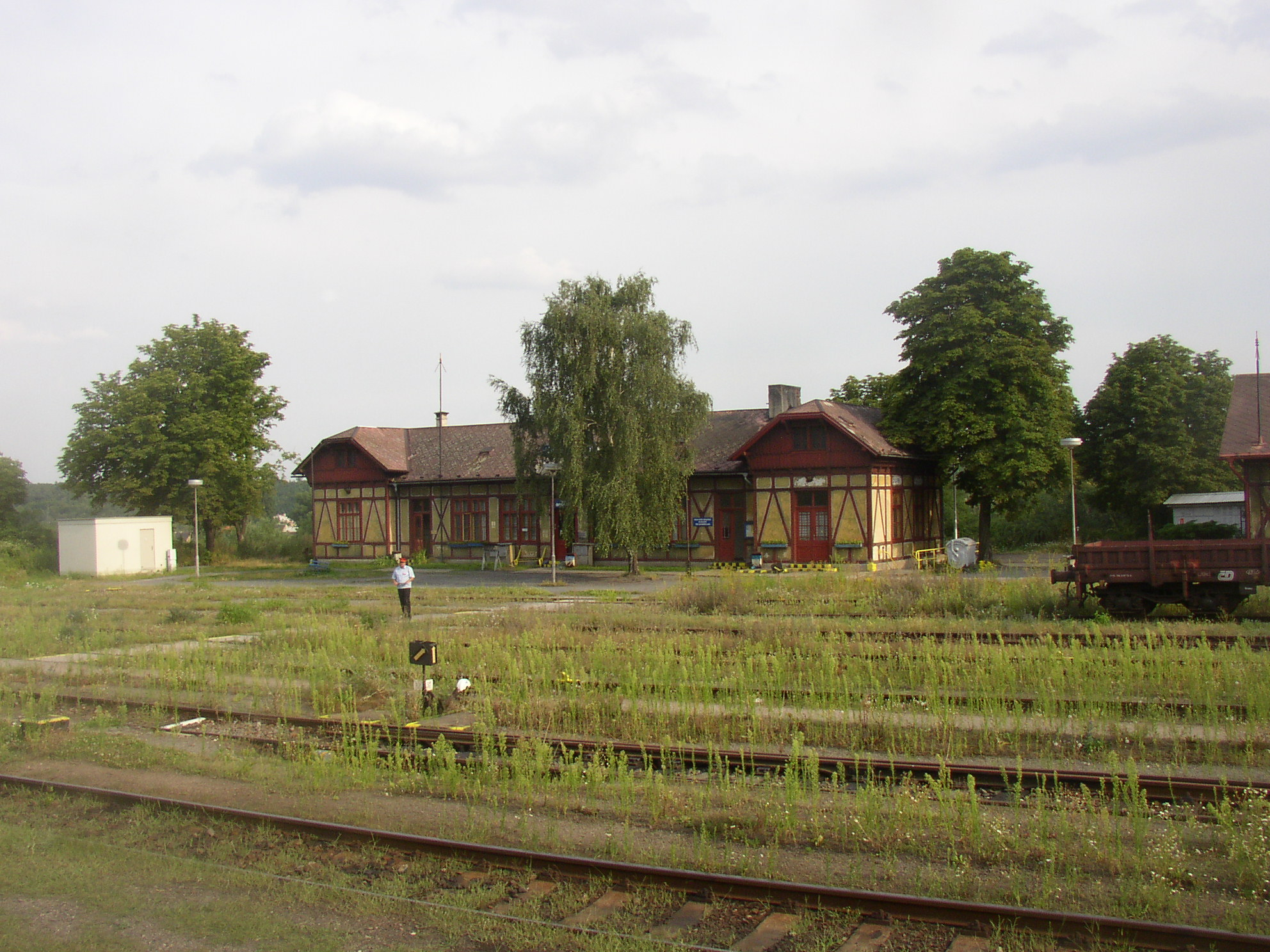
stanice Kladno-Dubí
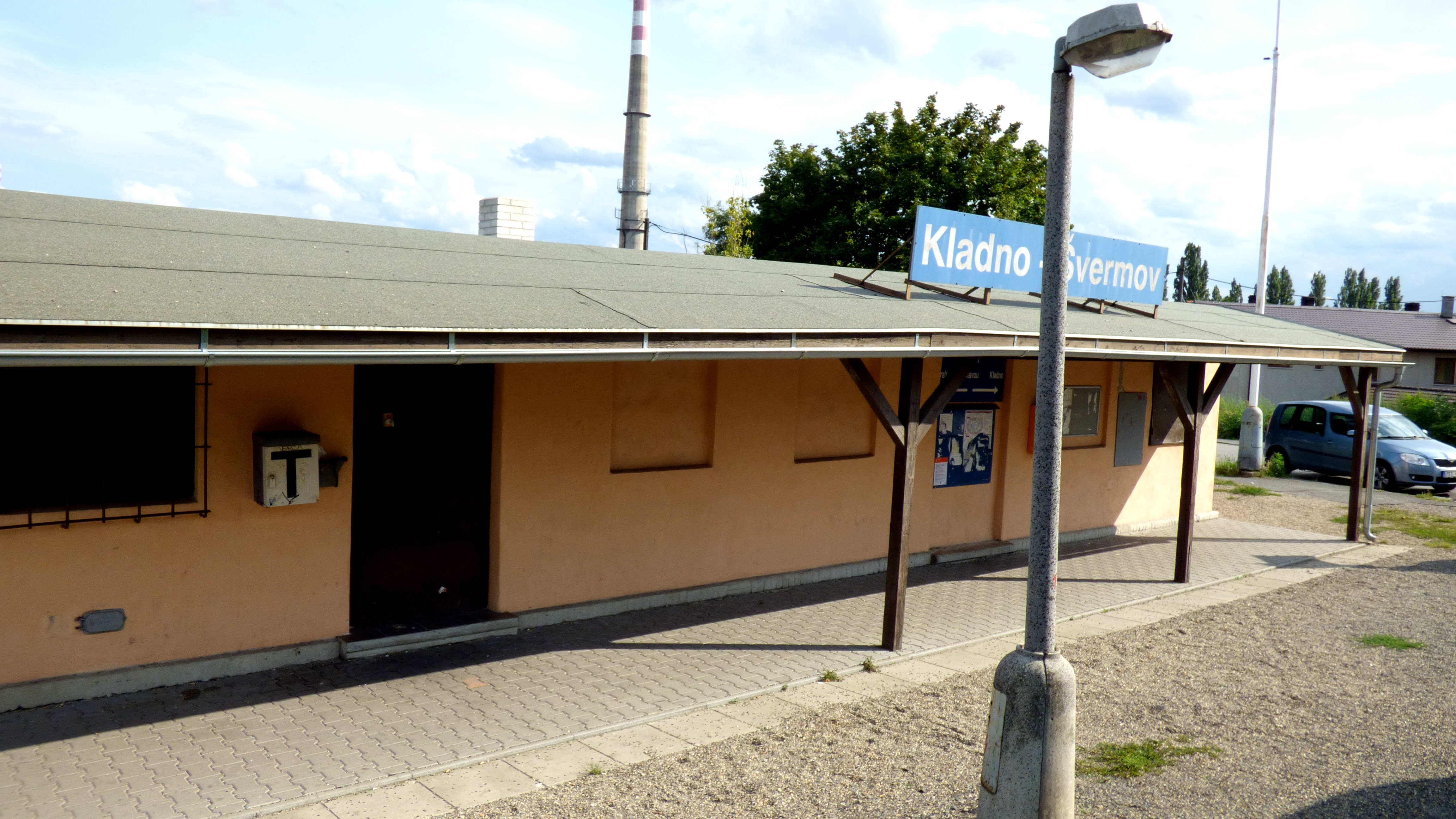
zastávka Kladno-Švermov
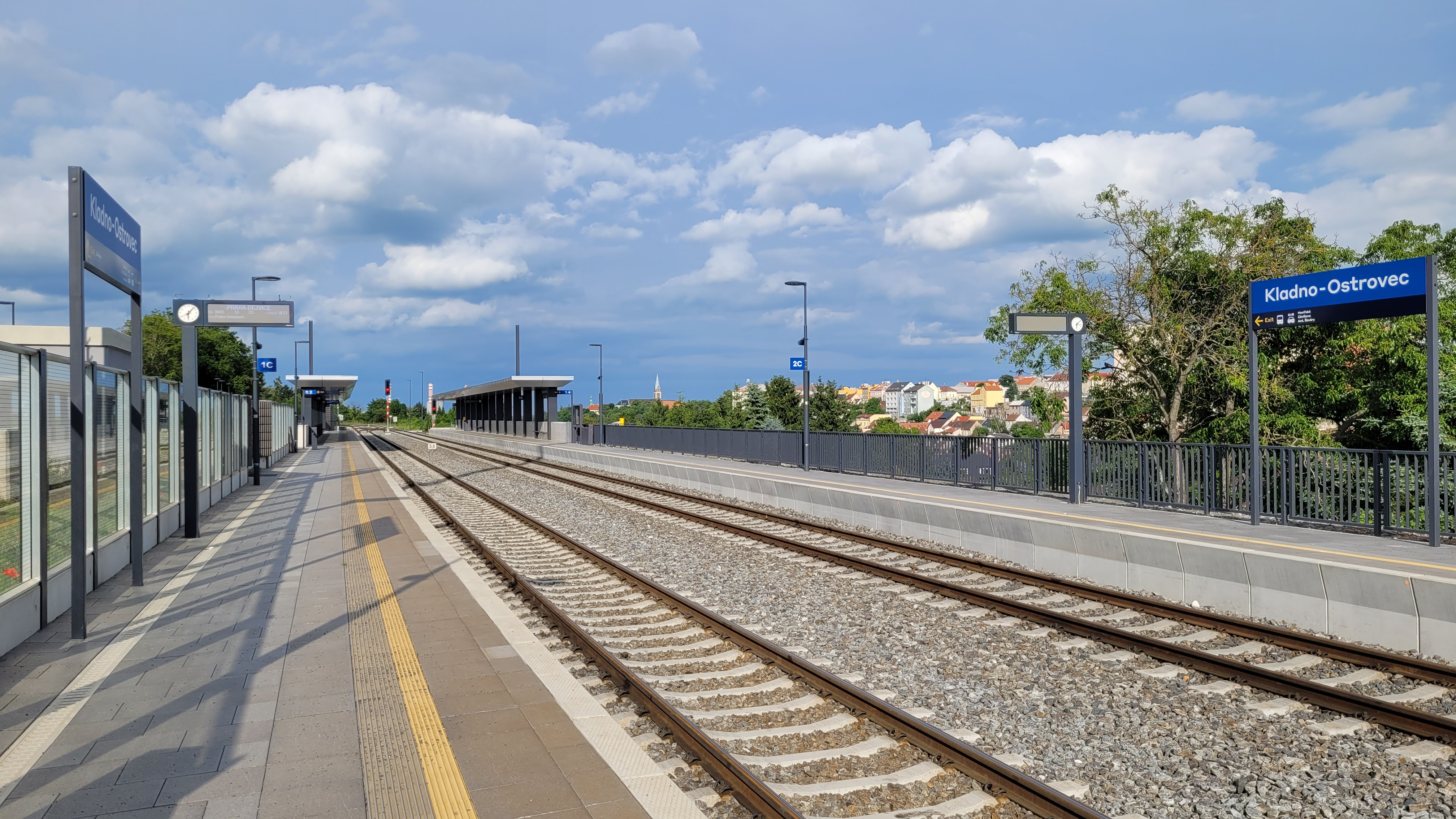
stanice Kladno-Ostrovec
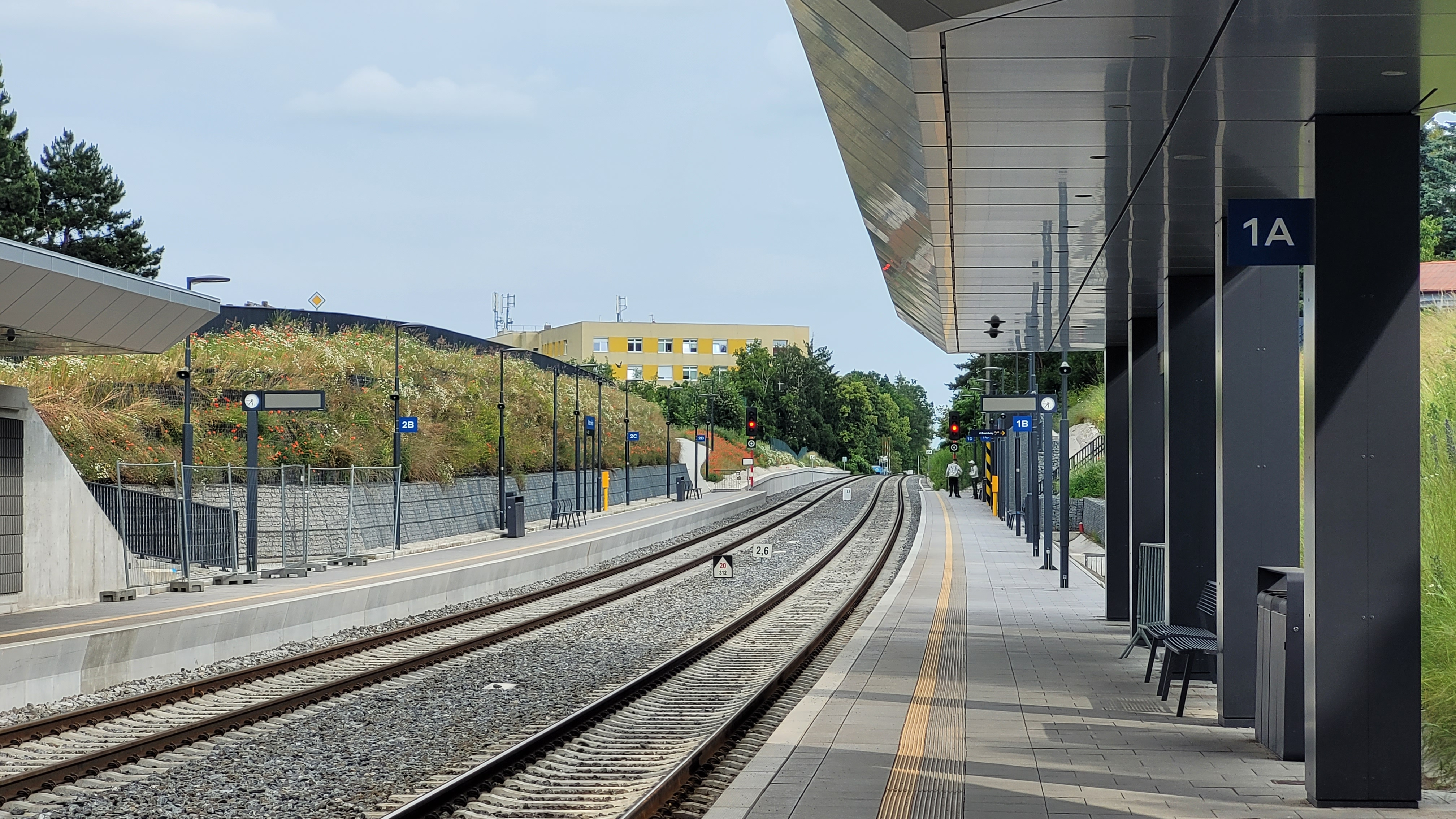
zastávka Kladno město
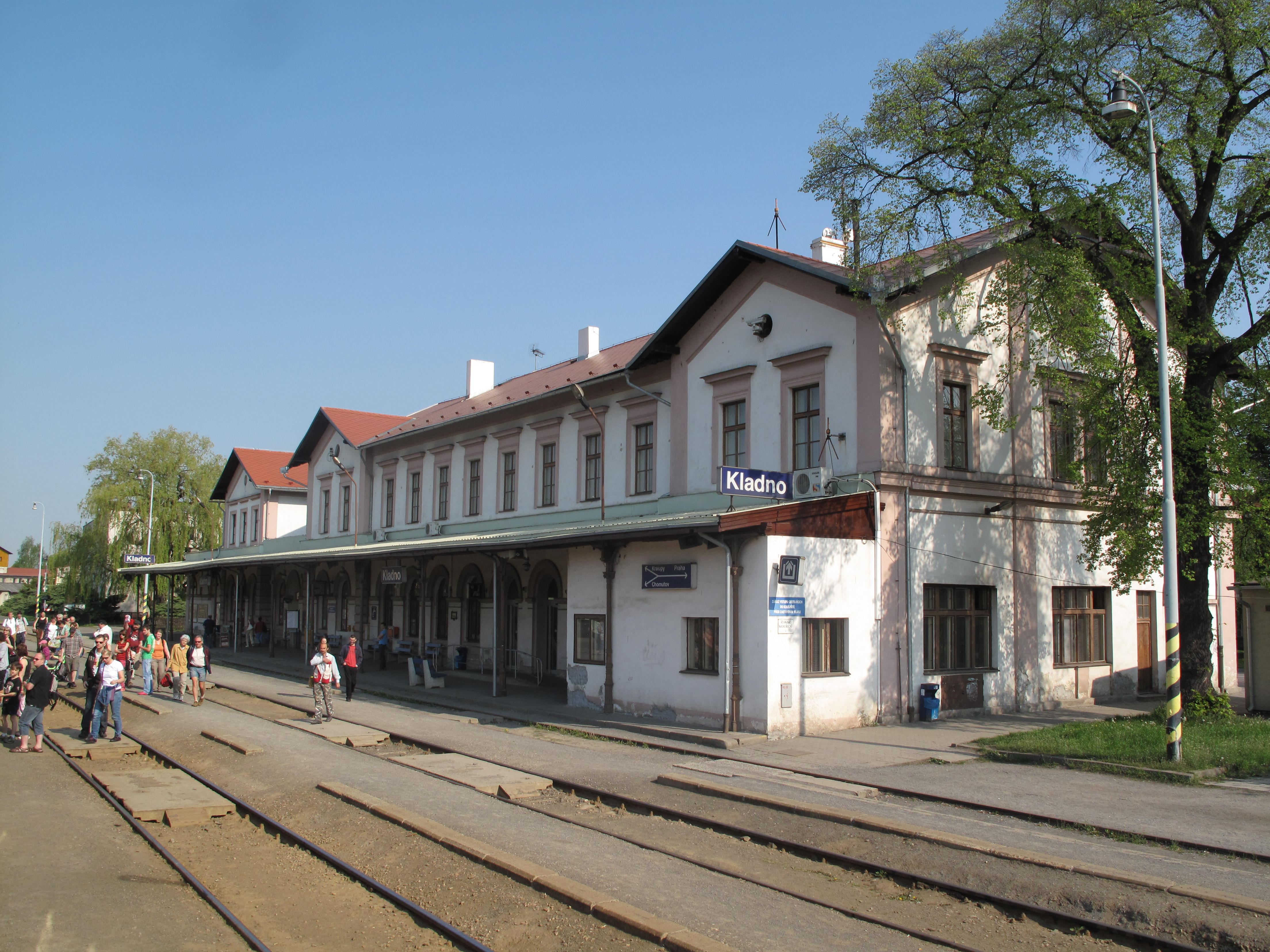
stanice Kladno